# Giulio Campi

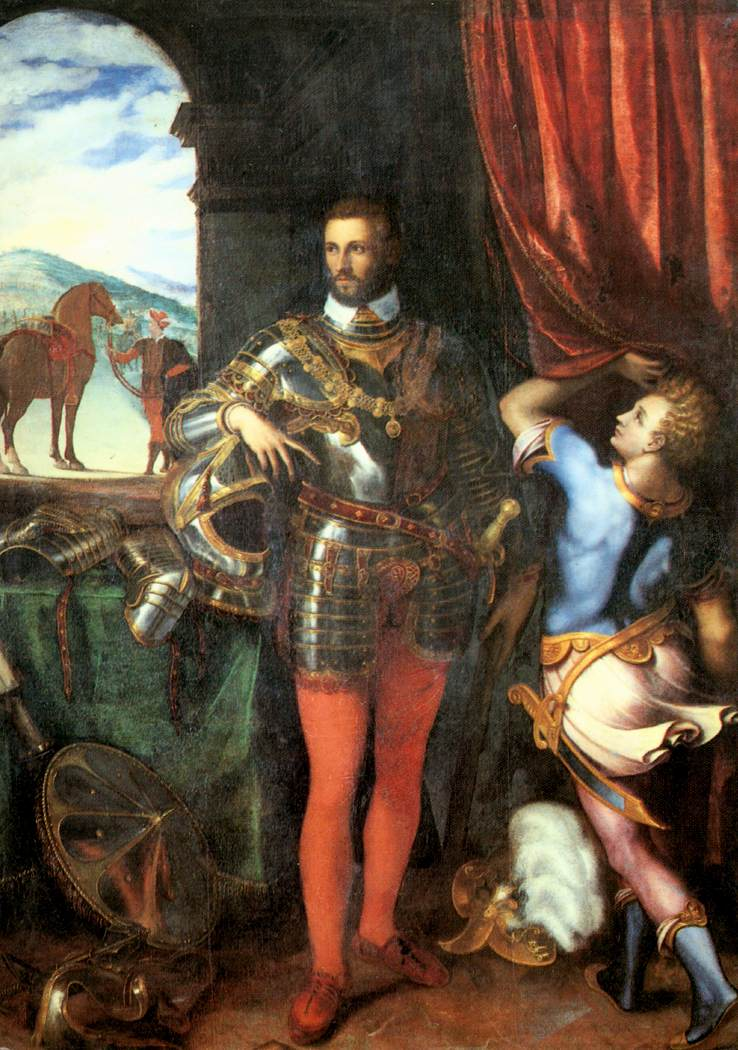
Giulio Campi, Ritratto del duca Ottavio Farnese, Piacenza, Museo Civico

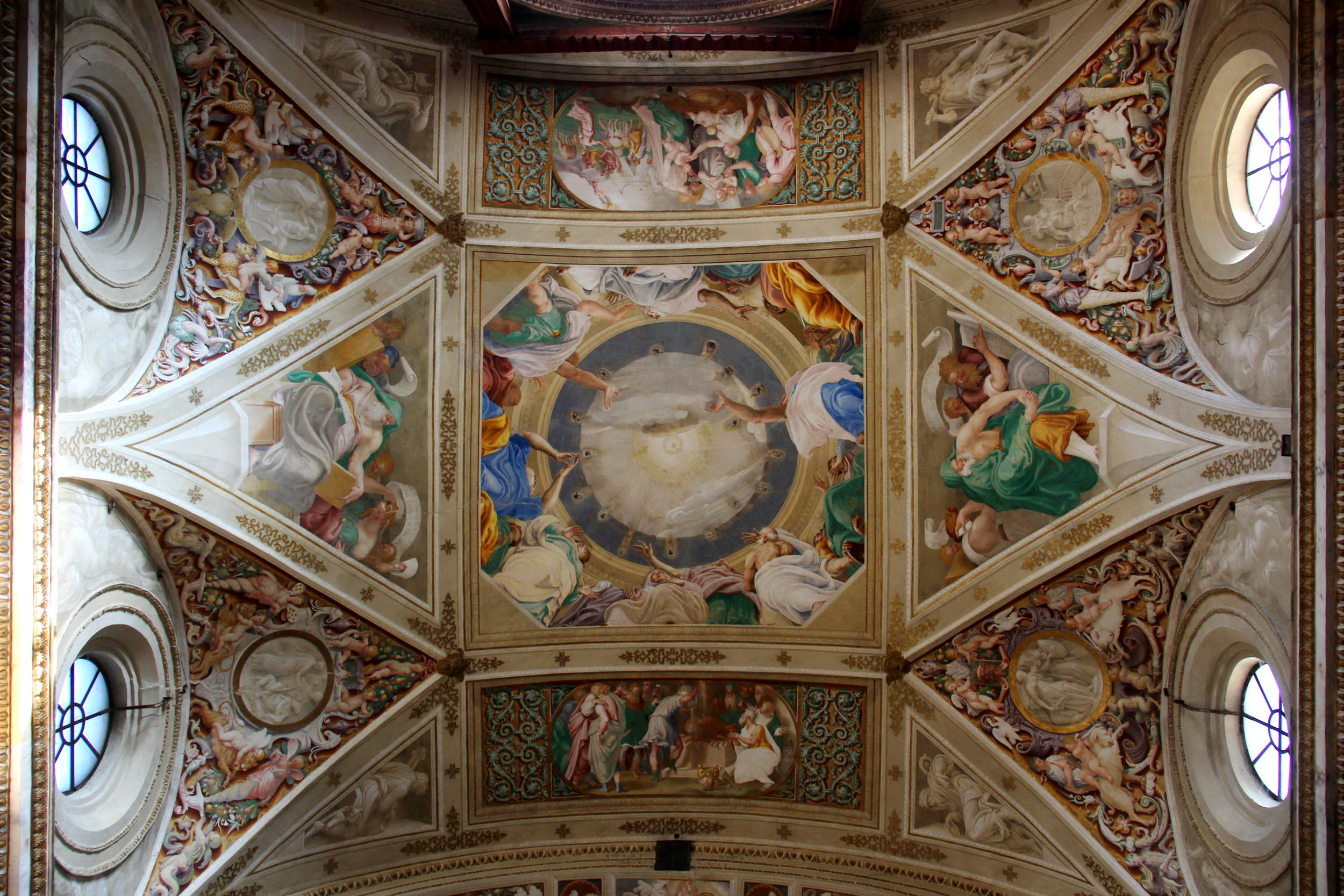
Discesa dello Spirito Santo, Cremona, San Sigismondo

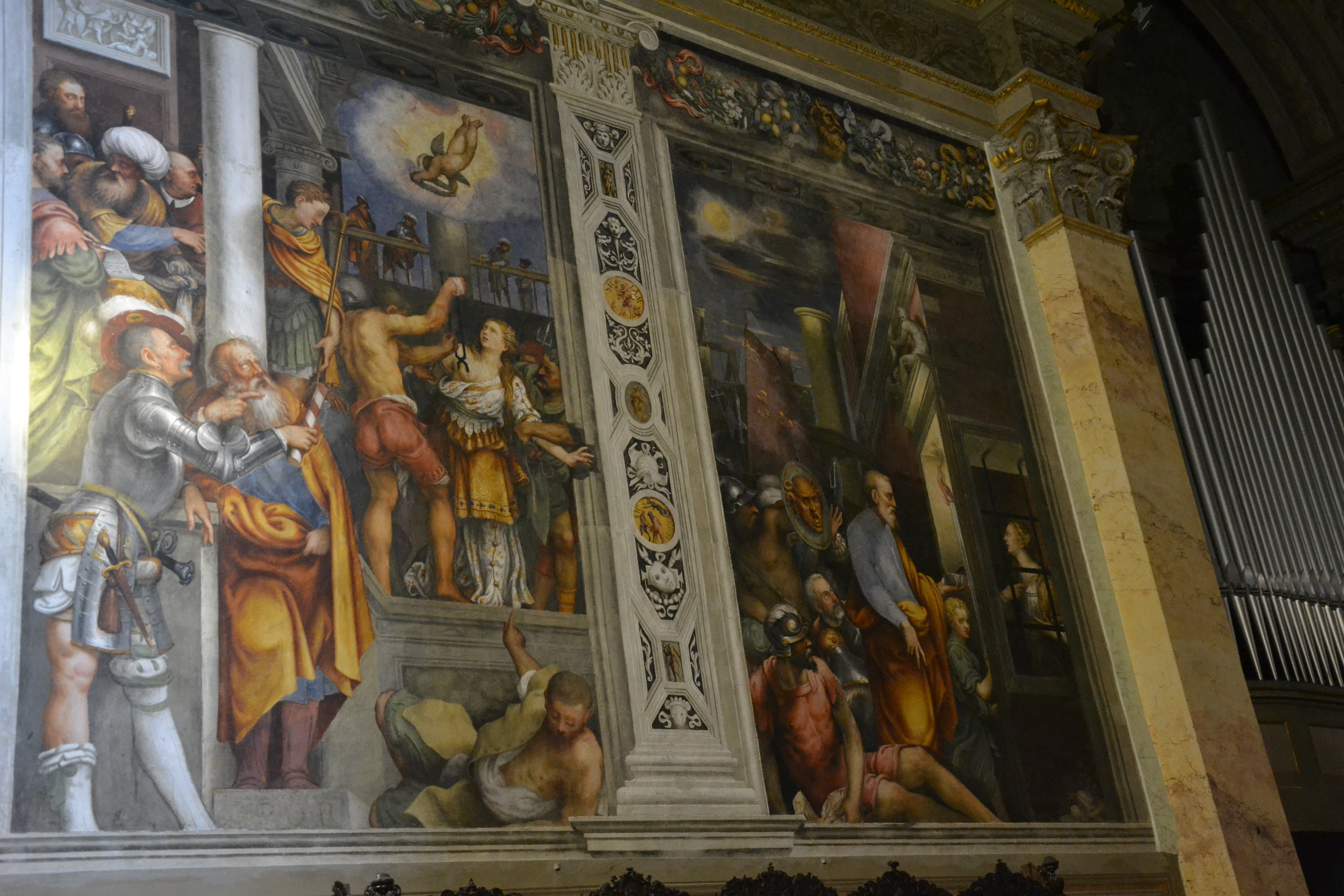
Episodi della vita di sant'Agata, chiesa di Sant'Agata, Cremona

Giulio Campi (Cremona, 1502 – Cremona, 5 marzo 1572) è stato un pittore e architetto italiano.

## Biografia
Non è nota la data di nascita del pittore, che si considera nato nei primi anni del Cinquecento. Giulio era figlio del pittore Galeazzo Campi e insieme ai fratelli minori, Vincenzo e Antonio (Bernardino Campi, pur avendo rapporti di lavoro con i tre fratelli non apparteneva alla medesima famiglia), fu tra i maggiori rappresentanti del manierismo lombardo.
Le opere più antiche che ci sono giunte sono la pala con La Vergine in trono e i santi Nazaro e Celso, dipinta per Santi Nazaro e Celso, e poi in Sant'Abbondio a Cremona del 1527, e la pala e il ciclo di affreschi eseguiti per Santa Maria delle Grazie a Soncino voluta dai marchesi Stampa di Soncino.
Seguì a Cremona la decorazione ad affresco del coro della chiesa di Sant'Agata in Cremona, con quattro Storie di sant'Agata datate 1537, mentre nella stessa città ottenne nel 1536 ottenne la prestigiosa commissione per la pala dell'altare maggiore e gli affreschi del transetto della chiesa di San Sigismondo nell'abbazia dei gerolamini, finanziati dal Duca di Milano.
L'opera di maggiore impegno della sua maturità fu la ricostruzione della chiesa delle Sante Margherita e Pelagia su incarico del priore Marco Girolamo Vida nel 1547. Qui il Campi si espresse come architetto, pittore e scultore.
Nel 1557 torna ad operare in San Sigismondo, dove affresca nella navata centrale la Discesa dello Spirito Santo, dando prova di eccezionale virtuosismo prospettico.
Fra le opere della seconda metà del Cinquecento si ricordano:
- nella chiesa di San Vittore a Meda, gli affreschi della parete che divide le due aule della chiesa, intorno al 1555;
- affreschi decorativi della Villa Cicogna Mozzoni a Bisuschio (Varese);
- affreschi del castello Trivulzio, poi Trecchi, a Maleo (Cremona);
- a Milano, nella chiesa di San Paolo Converso, le Storie di san Paolo e la tela con il Riposo in Egitto, e in Santa Maria della Passione affresca la volta della cappella Tavema e la pala con la Crocefissione e santi, firmata e datata 1565;
- nel duomo di Cremona, del 1566 è l'ancona in terracotta dell'altare e la pala con San Michele; del 1568 il Trionfo di Mardocheo; tre tele nella cappella della Beata Vergine del Popolo (Battesimo di Cristo, Nascita e Predicazione del Battista) e altre tre nella cappella del Sacramento (Ultima cena, Raccolta della manna, Cristo e la Maddalena); dell'antica chiesa di San Mattia, non più esistente il dipinto Natività con santi Mattia, Francesco d'Assisi, Alberto da Villa d'Ogna e offerente conservato nella pinacoteca di Brera.[2]
- intorno al 1567, con il fratello Antonio in San Pietro al Po a Cremona realizzò l'affresco con la Circoncisione;[3]
- nella Chiesa dei Santi Omobono ed Egidio, a Cremona, dipinse l'Adorazione dei Magi, pala dell'altare dedicato a Sant'Omobono.

Un ciclo pittorico perduto si trovava un tempo nella distrutta chiesa di San Rocco di Castelnuovo Bocca d'Adda.
La sua pittura fu influenzata dalla presenza, in Lombardia, di grandi maestri come Giulio Romano, allievo e collaboratore di Raffaello Sanzio.